# 김진 (축구 선수)
김진(한국 한자: 金秦, 1986년 10월 28일 ~ )은 대한민국의 전 축구 선수이며, 포지션은 수비수였다.